# Declan Lang
Declan Ronan Lang (ur. 15 kwietnia 1950 w Cowes) – brytyjski duchowny rzymskokatolicki, w latach 2001–2024 biskup ordynariusz diecezji Clifton, z siedzibą w Bristolu.
Urodził się na wyspie Wight jako dziecko pary Irlandczyków, jego ojciec był lekarzem. We wrześniu 1968 wstąpił do Kolegium św. Edmunda w Ware, mającego status wyższego seminarium duchownego diecezji Portsmouth. Równolegle, za zgodą swoich przełożonych kościelnych, studiował historię na University of London, kończąc naukę licencjatem. Święcenia kapłańskie przyjął w katedrze w Portsmouth w dniu 7 czerwca 1975, z rąk ówczesnego ordynariusza tej diecezji, bpa Dereka Worlocka. Następnie został przydzielony jako wikariusz do parafii katedralnej, jednocześnie pełniąc funkcję kapelana w jednej ze szkół w Portsmouth.
W 1979 kolejny biskup Portsmouth, Anthony Emery, mianował ks. Langa swoim sekretarzem osobistym i zarazem kanclerzem kurii diecezjalnej. Został również powołany w skład diecezjalnej rady ds. młodzieży, której później przewodniczył. W 1983 objął urząd proboszcza parafii w Bishop’s Waltham i równocześnie został członkiem diecezjalnej rady ds. katechizacji. Wraz z trzema osobami świeckimi opracował program pod nazwą „Projekt Parafia”, stanowiący zbiór metod pozwalających parafiom efektywnie oceniać wyniki swojej pracy duszpasterskiej i planować ją na przyszłość. W 1987 został przeniesiony na probostwo w Bournemouth. W 1990 powrócił do Portsmouth jako administrator katedry i zarazem moderator kurii. W 1996 został mianowany wikariuszem generalnym diecezji i rezydentem parafii w Abingdon. Równocześnie z obowiązkami w diecezji pracował wówczas dla Konferencji Biskupów Katolickich Anglii i Walii, dla której przygotował dwa raporty z propozycjami metod i kryteriów oceny pracy księży.
27 lutego 2001 papież Jan Paweł II mianował go ordynariuszem diecezji Clifton. Ingres do katedry katolickiej w Bristolu odbył się 28 marca 2001. W czasie tej uroczystości ks. Lang przyjął sakrę z rąk swego poprzednika na tej stolicy biskupiej, bpa Mervyna Alexandra.
14 marca 2024 papież Franciszek przyjął jego rezygnację z pełnionego urzędu.